# Ditrema
Ditrema is een geslacht van straalvinnige vissen uit de familie van brandingbaarzen (Embiotocidae).

## Soorten
- Ditrema jordani Franz, 1910
- Ditrema temminckii Bleeker, 1853
  - Ditrema temminckii pacificum Katafuchi & Nakabo, 2007
  - Ditrema temminckii temminckii Bleeker, 1853
- Ditrema viride Oshima, 1955